# Олександрівське водосховище (Південний Буг)
Олекса́ндрівське водосхо́вище — водосховище в Україні, на річці Південний Буг, в межах Арбузинського, Вознесенського і Доманівського районів Миколаївської області.

## Розташування і опис
Олександрівське водосховище створене на річці Південний Буг, на землях Арбузинського, Вознесенського і Доманівського районів Миколаївської області, між містом Південноукраїнськ та смт Олександрівка.

## Призначення
Олександрівське водосховище входить до складу Південноукраїнського енергокомплексу як нижня водойма Ташлицької ГАЕС.
Використовуються для гідроенергетики (забезпечення роботи Олександрівської ГЕС і Ташлицької ГАЕС), для зрошування прилеглих земель і питного водопостачання розташованих поблизу населених пунктів.

## Історія створення
Олександрівське водосховище було утворене за рахунок підняття греблі Олександрівської ГЕС при її реконструкції. При цьому, нормальний підпертий рівень (НПР), передбачений проектом, становить 20.7 метра.
Навесні 2006 року Олександрівське водосховище було заповнене до НПР 14.7 метри.
У 2010 році водосховище було заповнене до позначки НПР у 16.0 метрів.

## Іхтіофауна
З будівництвом греблі Олександрівської ГЕС, популяція цінних прохідних і напівпрохідних промислових видів риб (стерлядь, севрюга, білуга, лосось чорноморський, марена дніпровська, шемая дунайська, вирезуб) різко скоротилась, трапляється зрідка і поодиноко. Натомість з'явилися інтродуковані види риб: товстолобик білий і строкатий, амур білий, сом канальний, карась сріблястий, а також деякі інвазійні види (царьок, іглиця пухлощока, тощо).
Див. також Олександрівський іхтіологічний заказник.